# Zimmer 13 (Fernsehserie)
Zimmer 13 ist eine deutsche Fernsehserie. Die Serie umfasst nur eine Staffel mit 13 Folgen und wurde vom 9. Januar bis zum 2. April 1968 im ZDF ausgestrahlt.

## Handlung
Die Serie spielt in einem kleinen Hotel und handelt von den Gästen und dem Personal. Im Mittelpunkt der ca. 25- bis 30-minütigen heiteren Folgen, stehen jeweils die Gäste, die gerade das Doppelzimmer mit der Nummer 13 bewohnen. Die Handlungen der einzelnen Folgen waren in sich abgeschlossen und wurden jeweils Dienstags zwischen 17.50 und 18.20 Uhr im ZDF ausgestrahlt. Regie führte Wolfgang Glück.

## Episodenliste
| Folge | Titel                                      | Erstausstrahlung |
| ----- | ------------------------------------------ | ---------------- |
| 1     | Ein Kerl wie tausend Nattern               | 09.01.1968       |
| 2     | Die reizendste Bekanntschaft meines Lebens | 16.01.1968       |
| 3     | Und alles, alles ganz umsonst              | 23.01.1968       |
| 4     | Die Herren kennen sich                     | 30.01.1968       |
| 5     | Carolus von Schnorrfeld auf Reizenstein    | 06.02.1968       |
| 6     | Haben wir ein Glück!                       | 13.02.1968       |
| 7     | Pech können wir uns nicht leisten          | 20.02.1968       |
| 8     | Hochzeitsreise mit allen Schikanen         | 27.02.1968       |
| 9     | Die Ohrfeige                               | 05.03.1968       |
| 10    | Schmetterling in Platin                    | 12.03.1968       |
| 11    | Bald 40 Jahre danach                       | 19.03.1968       |
| 12    | Neun Zacken in der Krone                   | 26.03.1968       |
| 13    | Ich war OE 29                              | 02.04.1968       |

## Darsteller
In einzelnen Episoden der Serie traten beispielsweise so bekannte Schauspieler wie Otto Schenk, Gustl Bayrhammer, Wolfgang Völz, Heinz Schubert, Sascha Hehn und Herbert Bötticher auf.